# Zaskovci
Zaskovci (en serbe cyrillique : Засковци) est un village de Serbie situé dans la municipalité de Pirot, district de Pirot. Au recensement de 2011, il comptait 49 habitants.

## Démographie
| 1948 | 1953 | 1961 | 1971 | 1981 | 1991 | 2002 | 2011 |
| ---- | ---- | ---- | ---- | ---- | ---- | ---- | ---- |
| 618  | 637  | 532  | 374  | 219  | 113  | 68   | 49   |

|  |